# The Wake
Pour le comics homonyme, voir The Wake (comics).
The Wake est un groupe de post-punk et indie pop britannique, originaire de Glasgow, en Écosse. Il est formé en 1981 et séparé en 1995, puis de nouveau en activité depuis 2009.

## Biographie
The Wake est formé en avril 1981 par Gerard « Caesar » McInulty (guitare et chant), ancien membre du groupe Altered Images, Steven Allen (batterie) et Joe Donnelly (basse), qui est rapidement remplacé par Robert « Bobby » Gillespie (futur batteur de Jesus and Mary Chain et chanteur de Primal Scream). Carolyn Allen (clavier et chant), la sœur de Steven se joint au groupe en 1982. Cette même année, le groupe publie son premier single, On Our Honeymoon, sur leur propre label Scan Records en janvier 1982. Même s'il n'atteint pas les classements, il réussit à attirer l'intérêt favorable de la presse spécialisée, ce qui les mène à signer avec le label Factory Records, après avoir été remarqué par Rob Gretton, le manager d'alors de New Order. Ils sortent sort plusieurs EP et single, ainsi que deux mini-albums, Harmony en décembre 1982, et Here Comes Everybody en novembre 1985. 
Bobby Gillespie quitte le groupe en août 1983, dès ce moment plusieurs bassistes se succèdent. En 1988, après une suite de désaccords avec Factory Records qui était concentré sur la promotion des Happy Mondays et du son Madchester le groupe rejoint le label de Bristol, Sarah Records, sur lequel il restera jusqu'à sa séparation en 1995.
Durant les années passées sur Sarah Records, le groupe réalise deux albums, Make It Loud en 1991, et Tidal Wave of Hype en 1994, ainsi que deux nouveaux singles. The Orchids, un groupe voisin de label également originaire de Glasgow, leur prête régulièrement main-forte en concert comme en studio, en remplaçant le personnel manquant à la suite des incessants départs des membres du groupe - Steve Allen, le batteur, quitte le groupe avant le dernier album. En 2006, le groupe Nouvelle Vague leur rendra hommage en reprenant leur titre de 1985, O Pamela.
The Wake se reforme en 2009. Un nouvel album intitulé A Light Far Out voit le jour le 7 mai 2012. En automne 2014 sort une compilation du groupe intitulée Testament - Best of chez Factory Benelux en formats vinyle et CD. Ils sortent plus tard, un single vinyle pour marquer le Record Store Day. À la fin 2015, les albums sur Sarah Records sont réédités et incluent les singles Crush the Flowers et Major John.

## Discographie

### Albums studio
- 1982 : Harmony (Factory Records, réédité en 1984)
- 1986 : Here Comes Everybody (Factory Records)
- 1991 : Make It Loud (Sarah Records)
- 1994 : Tidal Wave of Hype (Sarah Records)
- 2012 : A Light Far Out (LTM Recordings)

### Singles et EP
- 1982 : On Our Honeymoon (7", Scan 45)
- 1983 : Something Outside / Host (12", Factory Benelux)
- 1984 : Talk About The Past (7"/12", Factory Records)
- 1985 : Of The Matter (7", Factory Records, Fac 113)
- 1987 : Something That No One Else Could Bring (7"/12", Factory Records)
- 1989 : Crush The Flowers (7", Sarah Records)
- 1991 : Major John (7", Sarah Records)

### Rééditions
- 2001 : Harmony + singles (CD, LTM Recordings)
- 2002 : Here Comes Everybody + Singles (CD, LTM Recordings)
- 2002 : Assembly - BBC sessions (janvier 1984), live (avril 1983) et singles Sarah Records (CD, LTM Recordings)
- 2002 : Holy Heads, compilation des deux albums sortis chez Sarah Records (CD, LTM Recordings)

### Compilations
- Titres sur diverses compilations Sarah Records
- The Drill (live) sur Pleasantly Surprised! An Hour of Eloquent Sounds[3] (Cass 60, Pleasantly Surprised!, PS 001/KLARK 002, décembre 1982)
- Uniform sur A Factory Outing (VHS/Beta, Factory Records août 1983)
- Give Up sur Night of the Banshee (CD, Sub Terranean, SPV CD 085-38702, 1996)
- Favour sur Little Darla Has a Treat for You Vol. 28 (CD, Darla Records, DRL 120, novembre 2002)
- Town Of 85 Lights (edit) sur Black Music (CD, LTM Recordings, LTMCD 2347,  mai 2003)
- Town Of 85 Lights (demo version) sur Little Darla Has a Treat for You Vol. 20 (CD, Darla Records, DRL 140, juin 2003)

### Vidéos
- A Factory Outing (VHS/Beta, Factory Records, Fact 71, 1983)
- Live At The Haçienda 1983/84 (DVD, LTM Recordings, LTMDVD 2422, 2006)